# Jablonec (vojenský újezd Boletice)
Jablonec (něm. Ogfolderhaid) je bývalá obec na území nynějšího vojenského újezdu Boletice na Šumavě, jeho součástí je i katastrální území Jablonec u Českého Krumlova.

## Historie
První písemná zmínka o vsi pochází z roku 1387, kdy byl zmiňován Mikuláš z Jablonce (Nicolaus de Jablonecz). Škola zde byla od roku 1787. V roce 1789 zde byl postaven pozdně barokní kostela Nalezení svatého Kříže. Bývalo zde sídlo obecní samosprávy pro Jablonec, Loutku, Bozdovu Lhotu a okolní samoty. V roce 1869 zde žilo 456 obyvatel, v roce 1930 pak bylo evidováno 530 obyvatel. V letech 1938 až 1945 byl Jablonec v důsledku uzavření Mnichovské dohody přičleněn k nacistickému Německu. V 50. letech 20. stol. byl Jablonec v souvislosti se zřízením výcvikového prostoru pro československou armádu, zlikvidován.

## Rodáci
- Alois Dichtl (1841–1915), člen Tovaryšstva Ježíšova, řeholního řádu římskokatolické církve, ve Vídni a botanik
- Hermann Dichtl (1802–1887), římskokatolický kněz, spoluzakladatel Kongregace Milosrdných sester sv. Karla Boromejského v Praze a v letech 1851–1866 kaplan a zpovědník krále Ferdinanda I. Dobrotivého